# Saleh Al-Dawod
Saleh Al-Dawod (ur. 24 września 1968 roku) – saudyjski piłkarz występujący na pozycji obrońcy.

## Kariera klubowa
Saleh Al-Dawod podczas kariery piłkarskiej występował w klubie Asz-Szabab Rijad.

## Kariera reprezentacyjna
Saleh Al-Dawod występował w reprezentacji Arabii Saudyjskiej w latach 1992–1999.
W 1992 uczestniczył w Pucharze Konfederacji, na którym Arabia Saudyjska zajęła drugie miejsce.
W 1993 roku uczestniczył w zakończonych sukcesem eliminacjach Mistrzostw Świata 1994. Rok później pojechał na finały MŚ do USA. Turnieju finałowym był rezerwowym i nie zagrał w żadnym spotkaniu.
W 1995 roku ponownie uczestniczył w Pucharze Konfederacji.
Ostatnią imprezą międzynarodową Al-Dawoda był Puchar Konfederacji 1999, na którym Arabia Saudyjska zajęła czwarte miejsce.